# Pietro Tordi
Pietro Tordi (Firenze, 12 luglio 1906 – Firenze, 14 dicembre 1990) è stato un attore italiano.
Attivo in teatro, al cinema e in televisione, venne impiegato spesso in ruoli da caratterista sia drammatici che comici. Sue caratteristiche erano la voce, particolarmente profonda, la fluida dialettica e la capacità oratoria.

## Biografia
Di professione maestro elementare, nella sua lunga carriera cinematografica partecipò a una novantina di film, a partire dagli anni Trenta fino alla sua morte. È ricordato soprattutto per i ruoli ricoperti in pellicole come Divorzio all'italiana (1961), nella parte dell'avvocato difensore del barone Cefalù, in Straziami ma di baci saziami (1968), nella parte dello zio frate, in In nome del popolo italiano (1971), dove interpretò il professor Rivaroli, e ne Il marchese del Grillo (1981), nei panni di Monsignor Terenzio, zio di Onofrio Del Grillo. Molto presente inoltre nella prosa radiofonica, fin dagli anni Trenta (prima nell'EIAR, successivamente in Rai), e in televisione, dall'inizio delle trasmissioni negli anni Cinquanta, lavorò in commedie e sceneggiati, fra cui nel 1961 Il caso Maurizius.

## Filmografia

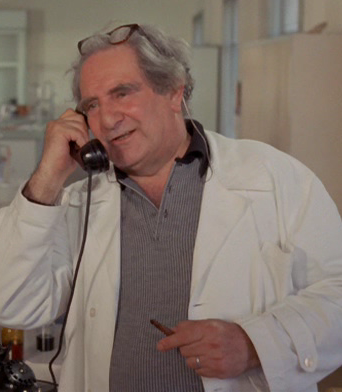
Pietro Tordi in un fotogramma del film In nome del popolo italiano (1971)

### Cinema
- Il dottor Antonio, regia di Enrico Guazzoni (1937)
- Don Cesare di Bazan, regia di Riccardo Freda (1942)
- Pazzo d'amore, regia di Giacomo Gentilomo (1942)
- Dagli Appennini alle Ande, regia di Flavio Calzavara (1943)
- Il diavolo bianco, regia di Nunzio Malasomma (1947)
- L'imperatore di Capri, regia di Luigi Comencini (1949)
- Le mura di Malapaga (Au-delà des grilles), regia di René Clément (1949)
- Il falco rosso, regia di Carlo Ludovico Bragaglia (1949)
- Vogliamoci bene!, regia di Paolo William Tamburella (1949)
- Capitan Demonio, regia di Carlo Borghesio (1949)
- Non c'è pace tra gli ulivi, regia di Giuseppe De Santis (1950)
- Il figlio di d'Artagnan, regia di Riccardo Freda (1950)
- Strano appuntamento, regia di Dezső Ákos Hamza (1950)
- Il monello della strada, regia di Carlo Borghesio (1950)
- Figaro qua, Figaro là, regia di Carlo Ludovico Bragaglia (1950)
- Achtung! Banditi!, regia di Carlo Lizzani (1951)
- Il capitano di Venezia, regia di Gianni Puccini (1951)
- Licenza premio, regia di Max Neufeld (1951)
- Napoleone, regia di Carlo Borghesio (1951)
- Messalina, regia di Carmine Gallone (1951)
- Quo vadis, regia di Mervyn LeRoy (1951)
- O.K. Nerone, regia di Mario Soldati (1951)
- I sette nani alla riscossa, regia di Paolo William Tamburella (1951)
- Roma ore 11, regia di Giuseppe De Santis (1952)
- La leggenda di Genoveffa, regia di Arthur Maria Rabenalt (1952)
- Carne inquieta, regia di Silvestro Prestifilippo (1952)
- Abracadabra, regia di Max Neufeld (1952)
- Altri tempi - Zibaldone n. 1, regia di Alessandro Blasetti (1952)
- La regina di Saba, regia di Pietro Francisci (1952)
- Camicie rosse, regia di Goffredo Alessandrini (1952)
- Il prezzo dell'onore, regia di Ferdinando Baldi (1952)
- Ho scelto l'amore, regia di Mario Zampi (1952)
- Inganno, regia di Guido Brignone (1952)
- Il maestro di Don Giovanni, regia di Vittorio Vassarotti e Milton Krims (1952)
- Rivalità, regia di Giuliano Biagetti (1952)
- Ivan, il figlio del diavolo bianco, regia di Guido Brignone (1953)
- Di qua, di là del Piave, regia di Guido Leoni (1953)
- Giorni d'amore, regia di Giuseppe De Santis (1954)
- Totò all'inferno, regia di Camillo Mastrocinque (1954)
- Guai ai vinti, regia di Raffaello Matarazzo (1954)
- Ridere! Ridere! Ridere!, regia di Edoardo Anton (1954)
- Il cardinale Lambertini, regia di Giorgio Pàstina (1954)
- La grande avventura, regia di Mario Pisu (1954)
- Tre soldi nella fontana (Three Coins in the Fountain), regia di Jean Negulesco (1954)
- Porta un bacione a Firenze, regia di Camillo Mastrocinque (1955)
- La bella mugnaia, regia di Mario Camerini (1955)
- Adriana Lecouvreur, regia di Guido Salvini (1955)
- I miliardari, regia di Guido Malatesta (1956)
- Te sto aspettanno, regia di Armando Fizzarotti (1956)
- I baccanali di Tiberio, regia di Giorgio Simonelli (1959)
- Il mondo dei miracoli, regia di Luigi Capuano (1959)
- Un maledetto imbroglio, regia di Pietro Germi (1959)
- Le ambiziose, regia di Antonio Amendola (1961)
- Divorzio all'italiana, regia di Pietro Germi (1961)
- Mare matto, regia di Renato Castellani (1963)
- Ercole sfida Sansone, regia di Pietro Francisci (1963)
- Angelica alla corte del re (Merveilleuse Angélique), regia di Bernard Borderie (1964)
- Anthar l'invincibile, regia di Antonio Margheriti (1964)
- La colt è la mia legge, regia di Alfonso Brescia (1965)
- Gli amanti latini, regia di Mario Costa (1965)
- Letti sbagliati regia di Steno (1965)
- Le stagioni del nostro amore, regia di Florestano Vancini (1966)
- El Rojo, regia di Leopoldo Savona (1966)
- Arizona Colt, regia di Michele Lupo (1966)
- Mondo pazzo... gente matta!, regia di Renato Polselli (1966)
- Wanted, regia di Jackson Calvin Padget (1967)
- Fai in fretta ad uccidermi... ho freddo!, regia di Citto Maselli (1967)
- Straziami ma di baci saziami, regia di Dino Risi (1968)
- Corri uomo corri, regia di Sergio Sollima (1968)
- Uno di più all'inferno, regia di Giovanni Fago (1968)
- Tre croci per non morire, regia di Sergio Garrone (1968)
- Franco, Ciccio e il pirata Barbanera, regia di Mario Amendola (1969)
- Italiani! È severamente proibito servirsi della toilette durante le fermate, regia di Vittorio Sindoni (1969)
- Il merlo maschio, regia di Pasquale Festa Campanile (1971)
- In nome del popolo italiano, regia di Dino Risi (1971)
- Uccidi Django... uccidi per primo!!!, regia di Sergio Garrone (1971)
- Il vero e il falso, regia di Eriprando Visconti (1972)
- Decameroticus, regia di Giuliano Biagetti (1972)
- Vogliamo i colonnelli, regia di Mario Monicelli (1973)
- Tutti per uno botte per tutti, regia di Bruno Corbucci (1973)
- Permettete signora che ami vostra figlia?, regia di Gian Luigi Polidoro (1974)
- Lettomania, regia di Vincenzo Rigo (1976)
- Puttana galera!, regia di Gianfranco Piccioli (1977)
- Un borghese piccolo piccolo, regia di Mario Monicelli (1977)
- Come perdere una moglie... e trovare un'amante, regia di Pasquale Festa Campanile (1978)
- Il furto della Gioconda, regia di Renato Castellani (1978)
- Caro papà, regia di Dino Risi (1979)
- Mani di velluto, regia di Castellano e Pipolo (1979)
- Il marchese del Grillo, regia di Mario Monicelli (1981)
- Il petomane, regia di Pasquale Festa Campanile (1983)
- Fotoromanzo, regia di Mariano Laurenti (1986)
- Momo, regia di Johannes Schaaf (1986)
- Stradivari, regia di Giacomo Battiato (1988)
- Il male oscuro, regia di Mario Monicelli (1990)

### Televisione
- Le spie (I Spy) – serie TV, episodio 2x03 (1966)

## Prosa radiofonica EIAR
- Incontro in autobus, atto radiofonico di Alfredo Vanni, regia di Nino Meloni, trasmessa il 26 dicembre 1941
- Re operaio, di Renzo Pezzani, regia di Guglielmo Morandi, trasmesso il 10 gennaio 1943

## Prosa radiofonica Rai
- Il misantropo, di Molière, regia di Pietro Masserano Taricco, trasmessa il 18 ottobre 1948.
- Au clair de lune, di Carlo Trabucco, regia di Pietro Masserano Taricco, trasmessa il 2 maggio 1949.
- Santa Giovanna, di George Bernard Shaw, regia di Guglielmo Morandi, trasmessa il 9 maggio 1949.
- Scontro nella notte, di Clifford Odets, regia di Mario Ferrero, trasmessa il 20 luglio 1951

## Prosa televisiva Rai
- La nostra pelle di Sabatino Lopez, regia di Edmo Fenoglio, trasmessa il 28 ottobre 1960 sul Programma Nazionale.

## Doppiatori italiani
- Olinto Cristina in Dagli Appennini alle Ande, La regina di Saba
- Giorgio Capecchi in  Te sto aspettanno, Ercole sfida Sansone
- Mario Besesti in Il maestro Don Giovanni, Rivalità
- Cesare Polacco in La leggenda di Genoveffa
- Luigi Pavese in Gli amanti latini
- Renato Turi in Letti sbagliati
- Enzo Liberti in In nome del popolo italiano
- Daniele Vargas in Decameroticus